# Edats de l'Home
Les edats de l'ésser humà és un tema recurrent en la mitologia de diversos indrets que explica l'evolució de la història de manera que hi ha diversos períodes o etapes civilitzadores (que no es corresponen amb els fets històrics reals). A diferència de la concepció de "progrés", aquest mite sol considerar que el present és una època de decadència enfront una edat daurada anterior. El document més important que reflecteix aquest tema és l'obra d'Hesíode Els treballs i els dies, però apareix en moltes altres fonts.

## Versions
Hesíode en considera cinc grans edats: edat d'or, de plata, de bronze, heroica i de ferro (la seva). La primera correspon a la convivència entre éssers humans i déus, la segona correspon a la humanitat sota el govern de Zeus, la de bronze equival a les grans guerres gregues, l'heroica (l'única que suposa una revifada o progrés) és la pròpia de la Guerra de Troia i la de ferro està marcada per la falta de veneració a la divinitat i la corrupció en els costums. Ovidi en Les metamorfosis inclou també aquesta història, però redueix les edats a quatre, suprimint l'heroica. A la Bíblia, al Llibre de Daniel, apareix una estàtua que representa aquestes quatre edats.
La tradició oriental té un mite anàleg. Segons l'hinduisme, la civilització passa per quatre edats, que alternen cadascuna un període d'esplendor i un de decadència, durant 12.000 anys. L'edat contemporània equivaldria a un ascens en el bronze, com prova l'auge de la tecnologia. La principal diferència amb els clàssics grecollatins és aquest caràcter cíclic, que inspira idees com l'etern retorn de Nietzsche, entre d'altres.
El canvi entre edats es pot produir de manera natural, però acostuma a haver-hi un cataclisme on els déus destrueixen la humanitat per la seva impietat. Aquestes creacions successives es troben també en els pobles amerindis, en què, en comptes de metalls, les edats es caracteritzen per aliments i materials de la terra, com el fang o el blat.